# Krystynowa
Krystynowa (biał. Крыстынова; ros. Кристыново, Kristynowo) – wieś na Białorusi, w obwodzie mińskim, w rejonie mińskim, w sielsowiecie Gródek Ostroszycki.